# Veščica (Murska Sobota, Slovenija)
Veščica (mađarski: Végfalva) je naselje u slovenskoj Općini Murska Sobota. Veščica se nalazi u pokrajini Prekomurju i statističkoj regiji Pomurju. 

## Stanovništvo
Prema popisu stanovništva iz 2002. godine naselje je imalo 406 stanovnika.

## Poznate osobe
- Franc Kuzmič, povjesničar i muzeolog